# Pieces of Eight
Pieces of Eight is een studioalbum van Styx. Het album ging in de Verenigde Staten, net als zijn voorganger, miljoenen keer over de toonbank. Het haalde de status van driemaal platina. Het thema sloot naadloos aan op dat van zijn voorganger. The Grand Illusion ging over 'Verbeeld je je maar niets', 'Pieces of Eight' over dat je nooit je dromen moet inwisselen voor geld en materialisme. Het album is opgenomen in de Paragon Recording Studios in Chicago, thuisbasis van Styx. De kerkorgel in I’m Okay is opgenomen in de St. James’ Cathedral, eveneens in Chicago. Het is een herhaling van de opnamen van hun album Styx II.
Het hoesontwerp is van Hipgnosis.
In 2010 speelde Styx (zonder DeYoung en de gebroeders Panozzi) het gehele album na voor The Grand Illusion and Pieces of Eight Live.  

## Musici
- Dennis DeYoung – zang, toetsinstrumenten
- James Young - gitaar, zang
- Tommy Shaw – gitaar, zang
- Chuck Panozzo – basgitaar, zang
- John Panozzo – slagwwerk

## Muziek

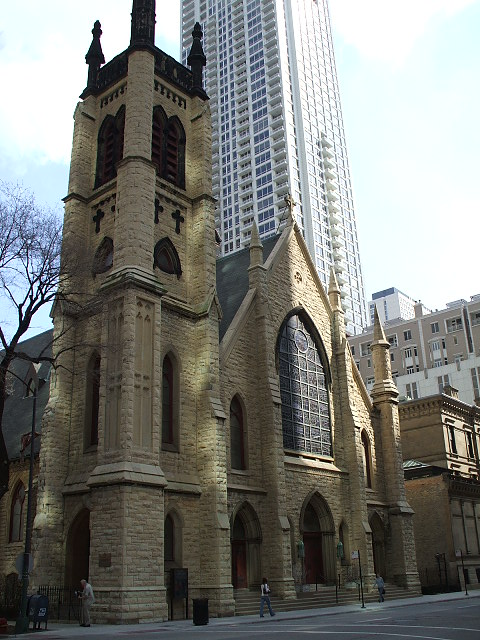
St James’ Cathedral, Chicago

| Nr. | Titel                                | Duur |
| --- | ------------------------------------ | ---- |
| 1.  | Great white hope (Young)             | 4:24 |
| 2.  | I’m O.K. (DeYoung, Young)            | 5:44 |
| 3.  | Sing for the day (Shaw)              | 5:01 |
| 4.  | The message (DeYoung)                | 1:08 |
| 5.  | Lords of the ring (DeYoung)          | 4:35 |
| 6.  | Blue collar man (long nights) (Shaw) | 4:07 |
| 7.  | Queen of spades (DeYoung)            | 5:41 |
| 8.  | Renegade (Shaw)                      | 4:17 |
| 9.  | Pieces of eight (DeYoung)            | 4:44 |
| 10. | Aku-Aku (Shaw)                       | 2:57 |

## Hitlijst
Het album haalde in de Verenigde Staten in de Billboard Album Top 200 een zesde plaats. Ook de singles verkochten goed in de VS : Blue collar man (long nights) haalde een 21e plaats, Sing for the day een 41e en Renegade een 16e in de Billboard Hot 100.  